# 池鯉鮒宿

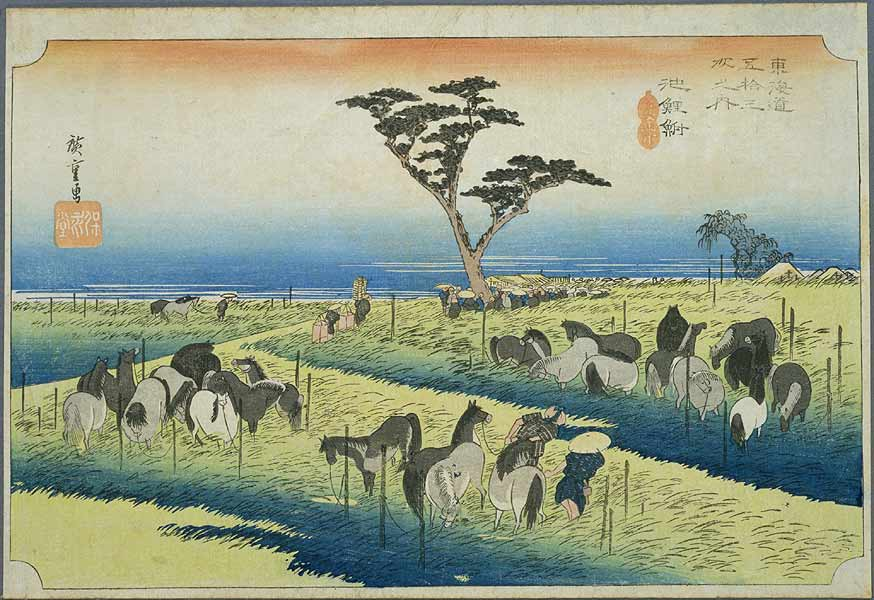
歌川広重『東海道五十三次・池鯉鮒』

池鯉鮒宿（ちりゅうしゅく/ちりゅうじゅく）は、東海道五十三次の39番目の宿場である。

## 概要
歴史的仮名遣いでは「ちりふ」。現在の愛知県知立市に位置する。江戸の日本橋から約330kmで、当時およそ10日間かかったといわれている。鳴海宿に向かう途中の境橋を西へ渡ると三河国から尾張国に入り、更に進むと有松間宿（ありまつあいのじゅく）がある。
馬市が立ったことで知られており、歌川広重の「東海道五十三次」にも「首夏馬市」として描かれている。
毎年首夏（陰暦四月）、陰暦4月25日〜5月5日頃に開かれていた。
また三河地方の特産品であった木綿市も開かれていた。
1604年（慶長6年）頃の家康の命により10年ほど後に宿場ができた。当時は並木八丁と呼ばれた街道沿いの松並木は、馬をつなぐためにも使われていた。
松並木は戦後も残っていたが1959年（昭和34年）の伊勢湾台風で多くの古松が倒され、1970年（昭和45年）に幼松158本の補植が行われた。
明治時代に馬市は松並木から慈眼寺（山町桜馬場）へと移動、牛市・鯖市に移り変ったが昭和に終了した。

## 最寄り駅
- 名鉄名古屋本線・三河線 知立駅

## 史跡・みどころ
- 知立神社
  - 三河国二ノ宮。旧称・池鯉鮒大明神。
- 知立松並木

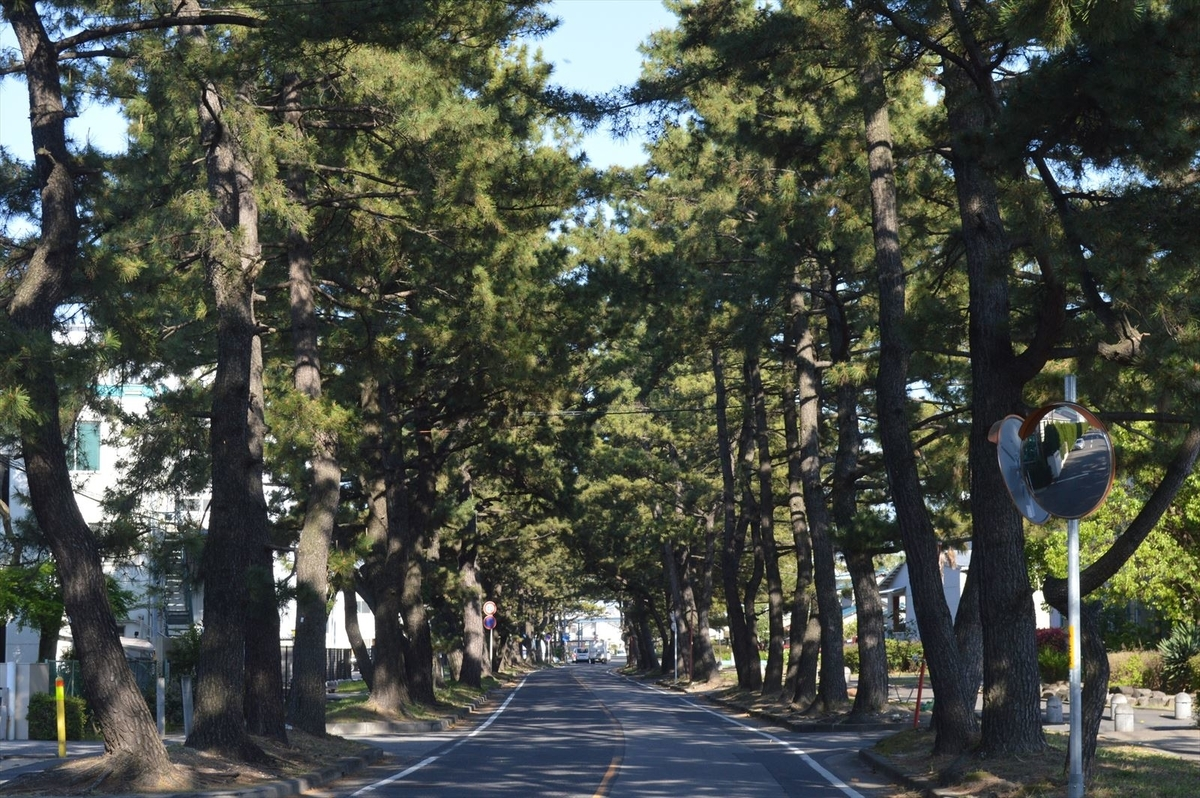
知立松並木

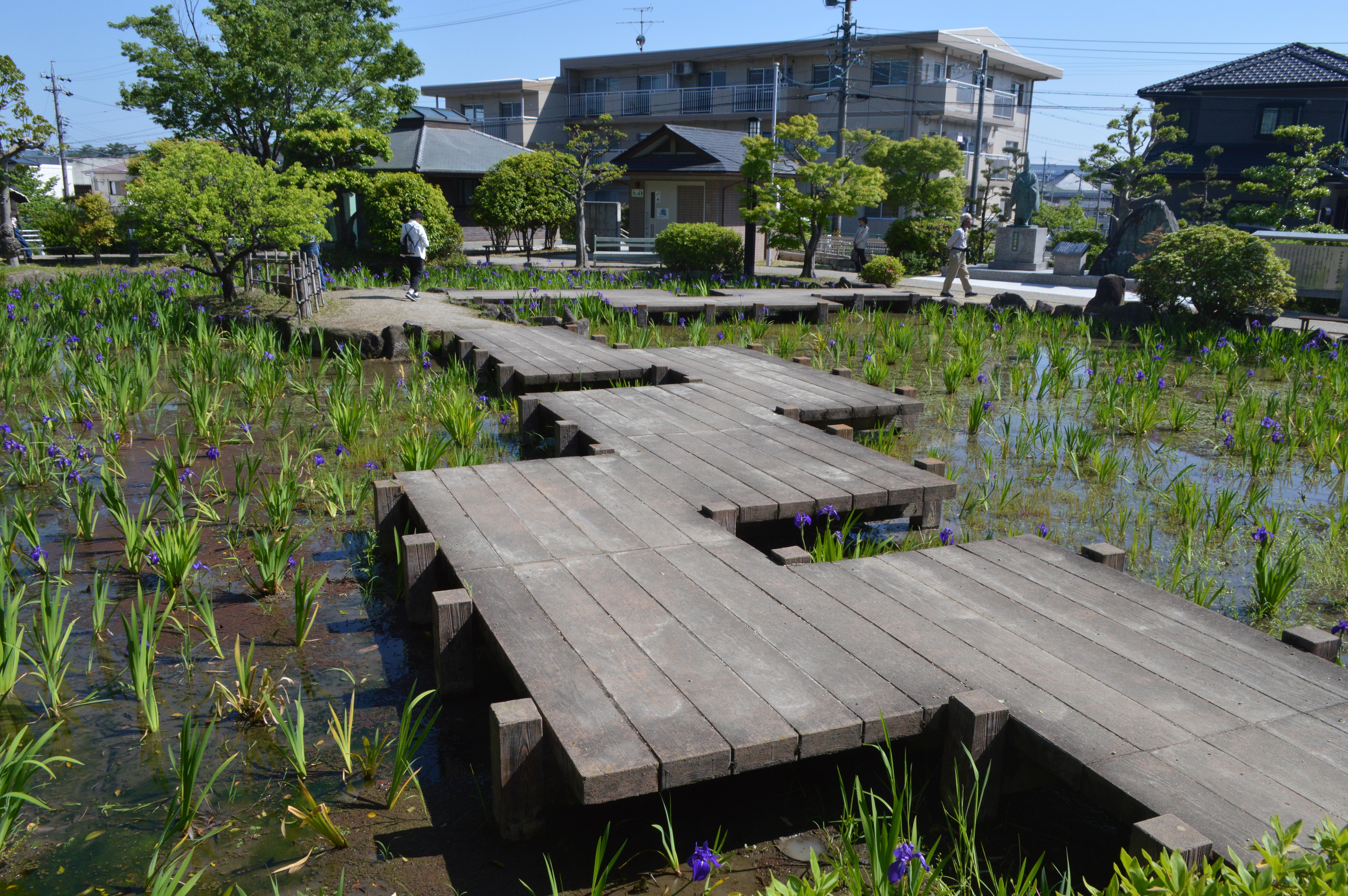
無量寿寺にある八橋と杜若

  - 愛知県知立市山町にある旧東海道松並木。詳細は上記の通り。
- 来迎寺一里塚
  - 愛知県知立市来迎寺町に現存する一里塚。両塚あり。県指定文化財。
- 無量寿寺
  - 臨済宗妙心寺派の寺院。伊勢物語（在原業平）の「東下り」のカキツバタで知られる。

## 俳句
- 不断たつ 池鯉鮒の宿の 木綿市（ふだんたつ ちりゅうのしゅくの もめんいち）
  - 松尾芭蕉：1692年（元禄5年）
- はつ雪や ちりふの市の銭叺（ぜにかます）
  - 小林一茶：1813年（文化10年）に木綿市の繁昌を詠んだもの

## 万葉歌
- 引馬野爾 仁保布榛原 入乱 衣爾保波勢 多鼻能 知師爾（引馬野ににほふ榛原入り乱れ衣にほはせ旅のしるしに）
  - 長忌寸奥麻呂：702年（大宝2年）の持統天皇の三河行幸の際の捧呈歌。引馬野の地はこの地の他に宝飯郡御津町の引馬神社説と浜松説がある。

## 分岐する道
古くから交通の要衝であった当地は、東海道の東西の往来のほかに、周辺の地に枝分かれする道が存在する。
師崎街道
刈谷を経て知多半島に渡り、緒川、亀崎、半田と半島東岸沿いを通って師崎に至る道。知立 - 刈谷間については刈谷街道とされることがある。
西尾街道
幡豆方面の人々が東海道に合流して京都へ上る道。
駒場道
挙母方面へ通ずる道。

## 隣の宿
東海道
岡崎宿 - 池鯉鮒宿 - （間の宿：今川宿・有松宿） - 鳴海宿